# Дюпре, Луи
Луи́ Дюпре́ (фр. Louis Dupré; 1697, между 1690 и 1697—1774, Париж) — французский хореограф, танцовщик и педагог.

## Биография
Начал танцевать ещё в детстве под прозвищем «малыш Дюпре» (petit Dupré). Официальный дебют артиста в Королевской академии музыки состоялся в 1714 году на сцене театра Пале-Рояль. В период с 1725 по 1730 год Дюпре выступал с гастролями в Лондоне, Дрездене и при польском королевском дворе. В 1739 он становится балетмейстером Королевской академии.
С 1743 года Дюпре — мэтр в школе танца при театре. Среди его учеников были такие звёзды сцены, как Мари-Анн де Камарго, Гаэтано Вестрис, Жан-Жорж Новерр, Максимилиан Гардель и Жан-Батист Гюс.
Луи Дюпре из «малыша» со временем превратился в «великого Дюпре» (le Grand Dupré) и стал символической фигурой во французском танце эпохи барокко (belle danse), получив в Англии прозвище «бог танца».
Согласно свидетельству Джакомо Казановы Дюпре никогда не изменял своего танца.
Внезапно слышу я, как весь партер бьет в ладоши, и вижу высокого красивого танцовщика в маске и черном парике с длинными локонами, спускавшимися ему почти до пояса; одет он был в открытое спереди платье длиною до пят. Патю в священном трепете говорит мне проникновенно, что предо мною великий Дюпре. Я о нем слышал и теперь принимаюсь внимательно смотреть. Сия стройная фигура приближается в такт музыке и, подойдя к краю сцены, медленно поднимает округленные руки, помавает ими с изяществом, выпрямляет совсем, потом сжимает, переступает ногами, делает шажки, несильно бьет ногою об ногу и после пируэта, пятясь, исчезает в кулисе. Все это па у Дюпре продолжалось всего с полминуты. Партер и ложи единодушно рукоплескали; я спрашиваю Патю, что означает сей плеск, и он отвечает серьезно, что все аплодировали совершенствам Дюпре и божественной гармонии его движений. Ему, сказал он, шестьдесят лет, и он все тот же, что и сорок лет назад.
     — Как? Он всегда танцевал только так, никогда иначе?
     — Он не мог никогда танцевать лучше, ибо тот выход, что ты видел, совершенен, а выше совершенства ничего быть не может. Танцует он всегда одно и то же, но нам всегда является новым — такова проникающая в душу сила прекрасного, доброго, правдивого. Вот истинный танец, такой, как песня; у вас в Италии о нем и понятия не имеют.
     В конце второго акта вдруг снова выходит Дюпре, само собою, в маске, закрывающей лицо, и танцует уже под другую мелодию, но, на мой взгляд, то же самое. Он приближается к краю сцены, на миг фигура его — весьма красиво очерченная, нельзя не признать — замирает, и нежданно доносится до меня шепот сотни голосов в партере:
     — О Боже! Боже! он поднимает ногу, он поднимает ногу!
     И в самом деле: казалось, тело его растягивается и, подымая ногу, становится выше. Я согласился, что во всем этом есть изящество, и Патю был доволен.
Жан-Жорж Новер также подчёркивал его консервативность: «Он был однообразен; он не варьировал свой танец, он был всегда Дюпре».
В 1753 году театральный альманах Les Spectacles de Paris упоминал его имя среди 13 других членов Королевской академии танца.

## Балеты
- 1748 : Portrait du Grand Monarque
- 1749 : Catilina
- 1750 : Le Temple de la fortune
- 1751 : Le Génie
- 1754 : Les Spectacles du Parnasse
- 1755 : La Prospérité